# Austin i Jessie i Ally
Austin & Jessie & Ally: All Star New Year – to specjalny 40 minutowy crossover łączący seriale Jessie i Austin i Ally. Odcinek w USA miał swoją premierę 7 grudnia 2012 roku, natomiast w Polsce 27 kwietnia 2013 roku na kanale Disney Channel. W crossoverze Austin Moon leci z przyjaciółmi na sylwestra na Time Square, by wykonać tam jedną piosenkę. Spotykają tam Jessie Prescott i Emmę Ross.

## Fabuła

### Część 1: „Big Dreams & Big Apples”
Odcinek 25 serialu Austin i Ally
Nieobecni są z serialu Jessie: Cameron Boyce, Karan Brar, Skai Jackson i Kevin Chamberlin
Trish mówi Austinowi, że zarezerwowała mu występ na Time Square w Sylwestra. Okazuje się jednak, że zarezerwowała mu występ na Tim Square Pizza. W końcu obmyśla plan, w którym Dez ma zająć Jimmy’ego, a Trish ma zabrać mu laptopa i zarezerwować występ na Time Square. Plan się udaje. W samolocie do Nowego Jorku występują komplikacje, zamiast do Nowego Jorku samolot kieruje się do Filadelfii. Z Filadelfii jadą taksówką do Nowego Jorku. Jednak nie mają dość pieniędzy by zapłacić za nią, więc taksówkarz wyrzuca ich obok Penthouse’u. Stamtąd biegną na Time Square. Jednak ochroniarz nie wpuszcza Austina na scenę. Na Time Square spotykają Jessie i Emmę. Emma jest zachwycona, że poznała Austina, Jessie mówi Austinowi, Ally, Trish i Dezowi, że może ich podwieźć na scenę helikopterem. Oni zgadzają się. Na scenie Austin wykonuje jedną piosenkę.

### Część 2: „Nanny in Miami”
Odcinek 32 serialu Jessie
Luke, Ravi i Bertram docierają na Time Square. Mówią Jessie i Emmie, że zgubili Zuri. Wkrótce okazuje się, że Zuri utknęła w wielkiej kuli. Ravi ją stamtąd ściąga. Następnego dnia Emma zaprosiła Austina, Ally, Deza i Trish do swojego domu. Gdy już tam docierają Jessie mówi Emmie, że nie mogą u nich zostać, lecz Emma mówi Jessie, że jeśli się zgodzi żeby zostali Austin może wykonać jedną z piosenek Jessie. Gdy Jessie to słyszy zgadza się. Jessie mówi Ally i Austinowi żeby przejrzeli jej piosenki i jedną zaśpiewali. Oni się zgadzają. Ally mówi Austinowi, że wszystkie piosenki Jessie są okropne oprócz jednej (tę piosenkę napisała Zuri) o wymyślonych przyjaciołach. W końcu Jessie, Emma, Luke, Ravi, Zuri, Austin, Ally, Dez, Trish i Pani Kipling lecą do Miami. Austin i Jessie ćwiczą piosenkę, lecz Jessie ukrywa, że nie jest jej. Ravi jest smutny gdy widzi jak Pani Kipling spędza więcej czasu z Dezem, a Luke stara się pocieszyć Raviego. Jessie mówi Zuri, że ukradła jej piosenkę. Ku zdziwieniu Jessie, Zuri mówi żeby ją zaśpiewała. Gdy nadchodzi czas występu Austina i Jessie, Jessie mówi wszystkim, że piosenka jest Zuri. W końcu Jessie i Austin śpiewają piosenkę, a Dez kręci do niej fantastyczny teledysk. W końcu Jessie, Pani Kipling i dzieciaki Rossów wracają do Nowego Jorku. Gdy wchodzą do domu, Bertram bawi się ciuchcią a lalki z podobiznami Jessie i dzieciaków przywiązuje do torów gdzie uderza w nie ciuchcia.

## Obsada

### Z serialu Austin i Ally
- Ross Lynch jako Austin Moon
- Laura Marano jako Ally Dawson
- Raini Rodriguez jako Trish De La Rosa
- Calum Worthy jako Dez
- Richard Whiten jako Jimmy Starr

### Z serialu Jessie
- Debby Ryan jako Jessie Prescott
- Peyton List jako Emma Ross
- Cameron Boyce jako Luke Ross
- Karan Brar jako Ravi Ross
- Skai Jackson jako Zuri Ross
- Kevin Chamberlin jako Bertram Winkle

### Gościnnie
- Jill Basey jako starsza Pani w Samolocie
- Ryan Bollman jako Tommy Clarkson
- Jet Jurgenmeyer jako Stevie
- Justin Uretz jako Cop
- J.R Nutt jako Tim

## Wersja polska
Opracowanie wersji polskiej:
- SDI Media Polska (Big Dreams & Big Apples),
- Studio M.R. Sound (Nanny In Miami)

Reżyseria:
- Joanna Węgrzynowska-Cybińska (Big Dreams & Big Apples),
- Artur Kaczmarski (Nanny In Miami)

Dialogi:
- Marta Robaczewska (Big Dreams & Big Apples),
- Tomasz Robaczewski (Nanny In Miami)

Dźwięk i montaż: Krzysztof Podolski (Nanny In Miami)

Organizacja produkcji: Aneta Studnicka (Nanny In Miami)

Udział wzięli:
- Magdalena Wasylik – Ally Dawson
- Jerzy Gmurzyński – Austin Moon
- Zofia Dobrowolska – Trish De La Rosa
- Krzysztof Gantner – Dez Wade
- Ewa Prus – Jessie Prescott
- Aleksandra Kowalicka – Emma Ross
- Jan Rotowski – Luke Ross
- Franciszek Dziduch – Ravi Ross
- Matylda Kaczmarska – Zuri Ross
- Michał Piela – Bertram Winkle

oraz:
- Grzegorz Kwiecień – Jimmy Starr
- Joanna Węgrzynowska-Cybińska – Cheri
- Michał Podsiadło – Tommy Clarkson
- Mirosława Krajewska – pasażerka samolotu
- Jacek Król – policjant

## Piosenki
1. Hey, Jessie i Can't Do It Without You (dwie czołówki połączone w jedną całość) – Ross Lych i Debby Ryan
2. Christmas Soul – Ross Lynch
3. Can You Feel It – Ross Lynch
4. Face to Face – Ross Lynch i Debby Ryan